# Choi In-young
Choi In-young (en coreano: 최인영; nacido el 5 de marzo de 1962 en Paju, Gyeonggi) es un exfutbolista y actual entrenador surcoreano. Jugaba de guardameta y su último club fue el Goyang Citizen de Corea del Sur. Actualmente es entrenador de arqueros de la Escuela Secundaria Shingal.
Jugó gran parte de su carrera en el Ulsan Hyundai Horang-i. Fue internacional absoluto por la selección de Corea del Sur y disputó las Copas Mundiales de Italia 1990 y Estados Unidos 1994, en esta última fue el capitán.
Luego de su retiro, trabajó como entrenador de porteros en clubes de su país.

## Selección nacional

#### Participaciones en fases finales
| Torneo                                 | Sede           | Resultado     | Partidos | Goles |
| -------------------------------------- | -------------- | ------------- | -------- | ----- |
| Copa Mundial de Fútbol Juvenil de 1981 | Australia      | Primera fase  | 3        | 0     |
| Copa Asiática 1984                     | Singapur       | Primera fase  | ?        | ?     |
| Copa Mundial de Fútbol de 1990         | Italia         | Primera fase  | 3        | 0     |
| Juegos Asiáticos de 1990               | Pekín          | Tercer puesto | —        | —     |
| Copa Mundial de Fútbol de 1994         | Estados Unidos | Primera fase  | 3        | 0     |

#### Participaciones en torneos amistosos
| Torneo             | Sede          | Resultado     |
| ------------------ | ------------- | ------------- |
| Copa de Corea 1983 | Corea del Sur | Segundo lugar |
| Copa Dinastía 1990 | China         | Campeón       |
| Copa de Corea 1991 | Corea del Sur | Campeón       |
| Copa Dinastía 1992 | China         | Segundo lugar |

## Clubes

### Como jugador
| Club               | País          | Año       |
| ------------------ | ------------- | --------- |
| Seoul City Amateur | Corea del Sur | 1981-1983 |
| Kookmin Bank FC    | Corea del Sur | 1983      |
| Ulsan Hyundai      | Corea del Sur | 1984-1996 |

### Como entrenador de porteros
| Club                   | País          | Año       |
| ---------------------- | ------------- | --------- |
| Ulsan Hyundai          | Corea del Sur | 1997-2003 |
| Universidad de Kyungil | Corea del Sur | 2005      |
| Jeonbuk Hyundai Motors | Corea del Sur | 2006-2013 |

## Palmarés

### Títulos nacionales
| Título          | Club          | País          | Año  |
| --------------- | ------------- | ------------- | ---- |
| K League 1      | Ulsan Hyundai | Corea del Sur | 1996 |
| Copa de la Liga | Ulsan Hyundai | Corea del Sur | 1986 |
| Copa de la Liga | Ulsan Hyundai | Corea del Sur | 1995 |

### Títulos internacionales
| Título        | Club                       | Sede  | Año  |
| ------------- | -------------------------- | ----- | ---- |
| Copa Dinastía | Selección de Corea del Sur | China | 1990 |